# Haliaspis litoralis
Haliaspis litoralis är en insektsart som först beskrevs av Ferris 1937.  Haliaspis litoralis ingår i släktet Haliaspis och familjen pansarsköldlöss. Inga underarter finns listade i Catalogue of Life.